# Bathanalia howesi
Bathanalia howesi е вид охлюв от семейство Paludomidae. Видът е застрашен от изчезване.

## Разпространение и местообитание
Разпространен е в Демократична република Конго, Замбия и Танзания.
Обитава крайбрежията на сладководни басейни в райони с тропически климат.